# Miguel Seijas
Miguel Seijas, vollständiger Name Miguel Ángel Seijas Cuestas, (* 20. Mai 1930 in Montevideo) ist ein ehemaliger uruguayischer Ruderer. 
Seijas war Mitglied des Montevideo Rowing Club. Er gehörte dem uruguayischen Aufgebot bei den Olympischen Sommerspielen 1952 in Helsinki an. Bei den Spielen in Finnland gewann er am 23. Juli 1952 im Ruder-Doppelzweier an der Seite von Juan Rodríguez die Bronzemedaille hinter den Olympiasiegern Tranquilo Cappozzo und Eduardo Guerrero aus Argentinien und dem mit Georgi Schilin und Igor Jemtschuk besetzten zweitplatzierten Boot der Sowjetunion. Auch an den Olympischen Sommerspielen 1956 in Melbourne nahm er teil. Dort startete er ebenfalls im Doppelzweier gemeinsam mit Paulo Carvalho. Das uruguayische Duo schied aber im Hoffnungslauf auf dem Lake Wendouree aus, als man sich den am Ende des Wettbewerbes auf dem vierten Platz rangierenden Deutschen Thomas Schneider und Kurt Hipper geschlagen geben musste.